# 呉念庭
呉 念庭（ウー・ネンティン、1993年6月7日 - ）は、台湾（中華民国）・台北市出身のプロ野球選手（内野手、外野手）。右投左打。CPBLの台鋼ホークス所属。
台湾出身だが、日本の高校・大学に在籍したため外国人枠から外れていた。

## 経歴

### プロ入り前
新北市立汐止国民中学校を卒業後、父親の勧めもあって岡山県共生高等学校へ留学。廖任磊は高校の同級生。甲子園出場経験はない。
2011年12月12日に行われた四国アイランドリーグplusのドラフト会議にて愛媛マンダリンパイレーツから指名を受ける。交渉の末に入団合意へ達したが、2012年1月25日に自己都合による退団が発表された。
その後第一工業大学に進学。1年生で「1番・遊撃手」のレギュラーをつかみ、2年生からは「3番・二塁手」を務めた。4年生時に出場した第94回九州地区大学野球選手権大会の1回戦にて2打席連続本塁打を記録。
2015年10月12日に行われたプロ野球ドラフト会議にて埼玉西武ライオンズから7巡目で指名を受ける。契約金2000万円、年俸600万円（金額は推定）で仮契約を結んだ。背番号は「39」。

### 西武時代
2016年は6月度は二軍公式戦16試合に出場し、55打数22安打1本塁打9打点8盗塁、打率.400、長打率.527、出塁率.507の成績を挙げ、イースタン・リーグにおける6月度月間MVPを受賞。7月10日の対オリックス・バファローズ戦にて「7番・遊撃手」でプロ初出場を果たす。初打席は空振り三振だったが、6回裏の第3打席に初安打（中前安打）を放った。7月14日のフレッシュオールスターゲームではイースタン・リーグ選抜メンバーに選ばれ、「2番・二塁手」で先発出場し3打数2安打1打点を記録。8月12日の対オリックス戦では「7番・三塁手」で先発出場し、2回裏に初盗塁（二盗）を決めた。同月14日の対オリックス戦では「8番・遊撃手」で先発出場。4回裏の第2打席、二死二・三塁の場面で2点適時打を放ち、初打点を記録。
2017年はオフの10月11日、第1回アジア プロ野球チャンピオンシップのチャイニーズタイペイ代表に選出された。
2019年は初めて一軍出場せずシーズンを終えた。二軍にて74試合に出場し打率.254、2本塁打を記録。
2020年は開幕を一軍で迎えたが、7月25日に登録を抹消される。8月に入り山川穂高が右足首を痛めると、8月11日に再び一軍へ昇格。その後は一塁の守備固めでの出場が中心となる。抹消中や親子試合での二軍戦では少ない出場数ながら打率.383、5本塁打と結果を残していた。山川の抹消や、エルネスト・メヒアの成績不振に伴い、クライマックスシリーズ争いのかかるシーズン最終盤では先発に抜擢された。一軍では自己最多となる51試合に出場し、打率.227、5打点を記録した。
2021年は春季キャンプから二軍で過ごしたが、実戦では結果を残し続けた。開幕間もない3月31日、走塁時に負傷した山川と入れ替わりで昇格。同日の北海道日本ハムファイターズ戦にて「8番・一塁手」で先発出場し、第2打席でプロ初本塁打を放った。その後は一時4割を超える得点圏打率を残すなど勝負強い打撃で先発に定着すると、6月12日の中日ドラゴンズ戦では初の4番を任された。7月5日には監督推薦でオールスターゲームへの初出場が決まった。8月14日の楽天戦では自身初となる外野での先発出場を経験。後半戦は調子を落としベンチスタートも目立ったが、同年は一塁を68試合、二塁を45試合、三塁を35試合、左翼を18試合守り、チーム最多の130試合に出場。自身初となる規定打席へ到達し、打率.238、10本塁打、チーム3位の48打点を記録。オフに1620万円増となる推定年俸2500万円で契約を更改した。
2022年は94試合の出場で打率.227、5本塁打、28打点だった。
2023年はシーズン開幕前に第5回ワールド・ベースボール・クラシック(WBC)のチャイニーズタイペイ代表に選出された。9月にはアジア競技大会における野球競技の同代表に追加招集される。大会の開催はシーズン終了直前だったが、西武は呉の代表入りに合意し、準優勝に貢献した。シーズンでは41試合と出場機会を減らした。大会終了後には西武の秋季練習に合流したが、2度の国際試合経験から台湾プロ野球でのプレー意欲が増幅した。もともと「いつか台湾でプレーして恩返しをしたい」という思いを抱いており、「いいパフォーマンスを出せるときが一番良い」と判断し、球団に掛け合った。その後、球団の保留者名簿から外れ12月1日に自由契約となる。同日、西武を退団し台湾へ帰国することが発表された。

### 西武退団後
2024年1月、台湾へ帰国。台湾プロ野球のドラフトまでの期間は台湾社会人野球チーム「全越運動棒球隊」でプレーすることになった。

### 台鋼時代
2024年6月28日に行われた台湾プロ野球の新人ドラフト会議にて台鋼ホークスから1位指名を受け、翌29日に正式契約を結んだ。背番号は67。
2025年はシーズン開幕前の2月3日に第6回WBC予選のチャイニーズタイペイ代表に選出された。

## 選手としての特徴
大学生時で遠投は110メートル、50メートル走のタイムは5秒8。打撃では選球眼の良さと勝負強さが評価された。すべての内野およびレフトも守れるユーティリティー性が魅力。
打席に立つ際、西武ファンから「ウ～」という「ウーイング」を浴びる応援スタイルが定着していた。

## 人物
父は元プロ野球選手の吳復連で、渡辺久信とは嘉南勇士でチームメイト。渡辺は幼少期の念庭のことをよく覚えているという。

## 詳細情報

### 年度別打撃成績
| 年 度     | 球 団     | 試 合 | 打 席 | 打 数 | 得 点 | 安 打 | 二 塁 打 | 三 塁 打 | 本 塁 打 | 塁 打 | 打 点 | 盗 塁 | 盗 塁 死 | 犠 打 | 犠 飛 | 四 球 | 敬 遠 | 死 球 | 三 振 | 併 殺 打 | 打 率 | 出 塁 率 | 長 打 率 | O P S |
| --------- | --------- | ----- | ----- | ----- | ----- | ----- | -------- | -------- | -------- | ----- | ----- | ----- | -------- | ----- | ----- | ----- | ----- | ----- | ----- | -------- | ----- | -------- | -------- | ----- |
| 2016      | 西武      | 43    | 142   | 124   | 12    | 24    | 3        | 1        | 0        | 29    | 11    | 1     | 0        | 0     | 2     | 14    | 0     | 2     | 25    | 4        | .194  | .282     | .234     | .516  |
| 2017      | 西武      | 15    | 44    | 39    | 5     | 9     | 2        | 1        | 0        | 13    | 4     | 1     | 0        | 0     | 1     | 4     | 0     | 0     | 8     | 2        | .231  | .295     | .333     | .629  |
| 2018      | 西武      | 8     | 11    | 11    | 1     | 1     | 0        | 0        | 0        | 1     | 1     | 0     | 0        | 0     | 0     | 0     | 0     | 0     | 5     | 0        | .091  | .091     | .091     | .182  |
| 2020      | 西武      | 51    | 52    | 44    | 5     | 10    | 3        | 0        | 0        | 13    | 5     | 2     | 2        | 2     | 0     | 4     | 0     | 2     | 8     | 1        | .227  | .320     | .295     | .615  |
| 2021      | 西武      | 130   | 478   | 425   | 43    | 101   | 17       | 0        | 10       | 148   | 48    | 3     | 2        | 4     | 3     | 43    | 1     | 3     | 70    | 3        | .238  | .310     | .348     | .658  |
| 2022      | 西武      | 94    | 301   | 260   | 25    | 59    | 9        | 1        | 5        | 85    | 28    | 2     | 0        | 0     | 3     | 37    | 0     | 1     | 54    | 3        | .227  | .322     | .327     | .649  |
| 2023      | 西武      | 41    | 92    | 78    | 8     | 16    | 2        | 1        | 1        | 23    | 11    | 1     | 0        | 1     | 0     | 13    | 0     | 0     | 25    | 2        | .205  | .319     | .295     | .614  |
| 2024      | 台鋼      | 36    | 139   | 129   | 12    | 31    | 3        | 0        | 2        | 40    | 13    | 2     | 2        | 0     | 0     | 9     | 1     | 1     | 23    | 3        | .240  | .295     | .310     | .605  |
| NPB：7年  | NPB：7年  | 382   | 1120  | 981   | 99    | 220   | 36       | 4        | 16       | 312   | 108   | 10    | 4        | 7     | 9     | 115   | 1     | 8     | 195   | 15       | .224  | .308     | .318     | .626  |
| CPBL：1年 | CPBL：1年 | 36    | 139   | 129   | 12    | 31    | 3        | 0        | 2        | 40    | 13    | 2     | 2        | 0     | 0     | 9     | 1     | 1     | 23    | 3        | .240  | .295     | .310     | .605  |

- 2024年度シーズン終了時

### 年度別守備成績
内野守備
| 年 度 | 球 団 | 一塁  | 一塁  | 一塁  | 一塁  | 一塁  | 一塁     | 二塁  | 二塁  | 二塁  | 二塁  | 二塁  | 二塁     | 三塁  | 三塁  | 三塁  | 三塁  | 三塁  | 三塁     | 遊撃  | 遊撃  | 遊撃  | 遊撃  | 遊撃  | 遊撃     |
| 年 度 | 球 団 | 試 合 | 刺 殺 | 補 殺 | 失 策 | 併 殺 | 守 備 率 | 試 合 | 刺 殺 | 補 殺 | 失 策 | 併 殺 | 守 備 率 | 試 合 | 刺 殺 | 補 殺 | 失 策 | 併 殺 | 守 備 率 | 試 合 | 刺 殺 | 補 殺 | 失 策 | 併 殺 | 守 備 率 |
| ----- | ----- | ----- | ----- | ----- | ----- | ----- | -------- | ----- | ----- | ----- | ----- | ----- | -------- | ----- | ----- | ----- | ----- | ----- | -------- | ----- | ----- | ----- | ----- | ----- | -------- |
| 2016  | 西武  | -     | -     | -     | -     | -     | -        | -     | -     | -     | -     | -     | -        | 4     | 0     | 2     | 0     | 0     | 1.000    | 42    | 57    | 103   | 3     | 33    | .982     |
| 2017  | 西武  | -     | -     | -     | -     | -     | -        | -     | -     | -     | -     | -     | -        | 14    | 7     | 18    | 4     | 1     | .862     | -     | -     | -     | -     | -     | -        |
| 2018  | 西武  | -     | -     | -     | -     | -     | -        | 5     | 5     | 8     | 0     | 2     | 1.000    | 1     | 0     | 0     | 0     | 0     | ----     | -     | -     | -     | -     | -     | -        |
| 2020  | 西武  | 28    | 64    | 4     | 0     | 9     | 1.000    | 1     | 2     | 4     | 0     | 1     | 1.000    | 13    | 3     | 15    | 2     | 1     | .900     | 4     | 1     | 2     | 0     | 0     | 1.000    |
| 2021  | 西武  | 68    | 353   | 30    | 1     | 41    | .997     | 45    | 76    | 135   | 2     | 33    | .991     | 35    | 15    | 43    | 0     | 3     | 1.000    | -     | -     | -     | -     | -     | -        |
| 2022  | 西武  | 54    | 268   | 21    | 1     | 22    | .997     | 12    | 25    | 25    | 1     | 5     | .980     | 41    | 20    | 54    | 4     | 7     | .949     | -     | -     | -     | -     | -     | -        |
| 2023  | 西武  | 14    | 48    | 7     | 1     | 6     | .982     | 1     | 0     | 0     | 0     | 0     | ----     | 21    | 14    | 19    | 0     | 0     | 1.000    | 1     | 1     | 0     | 0     | 0     | 1.000    |
| 2024  | 台鋼  | 13    | 87    | 10    | 0     | 9     | 1.000    | 16    | 24    | 50    | 3     | 12    | .961     | 8     | 7     | 15    | 2     | 1     | .917     | -     | -     | -     | -     | -     | -        |
| NPB   | NPB   | 164   | 733   | 62    | 3     | 78    | .996     | 64    | 108   | 172   | 3     | 41    | .989     | 129   | 59    | 151   | 10    | 12    | .955     | 47    | 59    | 105   | 3     | 33    | .982     |
| CPBL  | CPBL  | 13    | 87    | 10    | 0     | 9     | 1.000    | 16    | 24    | 50    | 3     | 12    | .961     | 8     | 7     | 15    | 2     | 1     | .917     | -     | -     | -     | -     | -     | -        |

外野守備
| 年 度 | 球 団 | 外野  | 外野  | 外野  | 外野  | 外野  | 外野     |
| 年 度 | 球 団 | 試 合 | 刺 殺 | 補 殺 | 失 策 | 併 殺 | 守 備 率 |
| ----- | ----- | ----- | ----- | ----- | ----- | ----- | -------- |
| 2021  | 西武  | 18    | 21    | 1     | 0     | 1     | 1.000    |
| NPB   | NPB   | 18    | 21    | 1     | 0     | 1     | 1.000    |

- 2024年度シーズン終了時

### 記録

#### NPB
初記録
- 初出場・初先発出場：2016年7月10日、対オリックス・バファローズ14回戦（西武プリンスドーム）、「7番・遊撃手」で先発出場
- 初打席：同上、2回裏にブランドン・ディクソンから空振り三振
- 初安打：同上、6回裏にブランドン・ディクソンから中前安打
- 初盗塁：2016年8月12日、対オリックス・バファローズ18回戦（西武プリンスドーム）、2回裏に二盗（投手：松葉貴大、捕手：若月健矢）
- 初打点：2016年8月14日、対オリックス・バファローズ20回戦（西武プリンスドーム）、4回裏に山﨑福也から中前2点適時打
- 初本塁打：2021年3月31日、対北海道日本ハムファイターズ2回戦（札幌ドーム）、5回表に伊藤大海から右越ソロ

その他の記録
- オールスターゲーム出場：1回（2021年）

### 背番号
- 39（2016年 - 2023年、2025年 - ）
  - 5（2017アジアチャンピオンシップ）
- 67（2024年）

### 登場曲
- 「Happiness」嵐（2019年）
- 「Searching For The Ghost」DEAN FUJIOKA（2020年 - ）※偶数打席
- 「WAIT」瘦子E.SO（中国語版）（2021年4月）
- 「Rude」Magic!（2017年 - 2018年、2021年7月 - ）※奇数打席

### 代表歴
- 2017 アジア プロ野球チャンピオンシップ チャイニーズタイペイ代表
- 2023 ワールド・ベースボール・クラシック・チャイニーズタイペイ代表
- 2022年アジア競技大会野球チャイニーズタイペイ代表